# IC 2570
IC 2570 је спирална галаксија у сазвјежђу Шмрк (Пумпа) која се налази на листи објеката дубоког неба у Индекс каталогу.
Деклинација објекта је - 33° 37' 24" а ректасцензија 10h 21m 34,3s. Привидна величина (магнитуда) објекта IC 2570 износи 15,2 а фотографска магнитуда 16,0. IC 2570 је још познат и под ознакама ESO 375-11, PGC 30307.